# Egidi
|  | Per a altres significats, vegeu «Egidi Romà». |

Egidi (llatí: Aegidius) fou un comandant romà que va servir inicialment sota l'emperador Marc Mecili Avit i després va ser nomenat mestre dels soldats de la Gàl·lia per l'emperador Majorià (457-461). L'any 457, Majorià li va encarregar de posar ordre a la Gàl·lia, on l'aristocràcia gal·loromana que s'havia mantingut fidel a Avit no havia reconegut el nou emperador.
Amb el suport dels francs, entre els quals hi havia segurament Khilderic I, rei dels francs salis, Egidi va recuperar Lugdúnum, que havia estan ocupat pels visigots. L'any 461 Ricimer va fer executar a Majorià i va proclamar Libi Sever nou emperador. Egidi no el va reconèixer i es va proclamar independent, però els burgundis van tornar a ocupar Lugdúnum i van aïllar Egidi al nord de la Gàl·lia, on va crear un regne conegut com a Regne de Soissons.
Segons Gregori de Tours els francs el van escollir el seu rei després de deposar Khilderic I. Va governar probablement fins a la seva mort ocorreguda en fosques circumstàncies al riu Loira el 464. El va succeir el comes Paulus (Paule), però Khilderic el va matar i fou restaurat com a rei. El fill d'Egidi, Siagri, cap de l'exèrcit, va mantenir el poder en una part de la Gàl·lia fins després de la caiguda de l'Imperi Romà d'Occident.